# Heinfels
Heinfels är en kommun i distriktet Lienz i förbundslandet Tyrolen i Österrike.
Kommunen består av två orter (Ortschaften) (inom parentes invånarantal 1 januari 2024):
- Panzendorf (769)
- Tessenberg (231)